# Борго Приоло
Бо̀рго Прио̀ло (на италиански: Borgopriolo, на местен диалект: Borgpariò, Боргпарио) е село и община в Северна Италия, провинция Павия, регион Ломбардия. Разположено е на 144 m надморска височина. Населението на общината е 1501 души (към 2017 г.).